# Cerca-la-Source
Cerca-la-Source este o comună din arondismentul Cerca-la-Source, departamentul Centre, Haiti, cu o suprafață de 345 km2 și o populație de 51.410 locuitori (2009).